# Autovía A-31
Die Autovía A-31 oder Autovía de Alicante ist eine Autobahn in Spanien. Die Autobahn beginnt in Atalaya del Cañavate und endet in Alicante.

## Streckenverlauf

### Abschnitte
| Position | Kurzbezeichnung des Abschnitts | Abschnitt             | km   | Eröffnung |
| -------- | ------------------------------ | --------------------- | ---- | --------- |
| 1        | A-31                           | Honrubia-La Roda      | 49,1 | 1992      |
| 2        | A-31                           | La Roda-Albacete      | 27   | 1990      |
| 3        | A-31                           | Albacete-Almansa A-35 | 75,7 | 1992      |
| 4        | A-31                           | Almansa A-35-Alicante | 80   | 1989      |

### Streckenführung
| Position | km   | Abschnitt                                                                         | Anschluss an           |
| -------- | ---- | --------------------------------------------------------------------------------- | ---------------------- |
| 1        |      | Autovía del Este – E-901 A-3-Tarancón-Madrid                                      | E-901 A-3              |
| 2        | 1    | Valencia Atalaya del Cañavate-Ciudad Real                                         | E-901 A-3 E-903 A-43   |
| 3        | 14   | Sisante-Vara del Rey-Cuenca                                                       | N-310                  |
| 4        | 18   | Pozoamargo-Casas de la Loma                                                       |                        |
| 5        |      | Provinz Cuenca/Provinz Albacete (km. 30)                                          |                        |
| 6        | 32M  | Las Pedroñeras-Ciudad Real-Madrid                                                 | AP-43                  |
| 7        | 35A  | Minaya-La Roda                                                                    | N-301                  |
| 8        | 37M  | Minaya                                                                            | N-301                  |
| 9        | 38   | La Roda-Cuenca                                                                    | CM-313                 |
| 10       | 39A  | La Roda-Fuensanta                                                                 | CM-3106                |
| 11       | 41M  | La Roda                                                                           | N-301                  |
| 12       | 52   | Montalvos                                                                         |                        |
| 13       | 56   | La Gineta-Cuenca                                                                  | N-320                  |
| 14       | 58   | La Gineta                                                                         |                        |
| 15       | 61   | Vía de Servicio – Urbanización                                                    |                        |
| 16       | 65   | Vía de Servicio – Urbanización                                                    |                        |
| 17       | 69   | Campollano-Albacete                                                               | N-301a                 |
| 18       | 73   | Requena Albacete-Úbeda Manzanares Toledo                                          | N-322 A-32 N-430 CM-42 |
| 19       | 76   | Albacete (ost) Ayora-Circuito de Albacete                                         | CM-332                 |
| 20       | 79A  | Pozo Cañada (süd)-Murcia-Albacete                                                 | A-30 N-301             |
| 21       | 80M  | Pozo Cañada (süd)-Murcia-Albacete                                                 | A-30 N-301             |
| 22       | 81   | Área de Servicio                                                                  |                        |
| 23       | 86   | Área de Servicio – Urbanización                                                   |                        |
| 24       | 88   | Chinchilla de Monte-Aragón                                                        |                        |
| 25       | 89A  | Chinchilla de Monte-Aragón                                                        |                        |
| 26       | 91M  | Chinchilla de Monte-Aragón                                                        |                        |
| 27       | 93   | Chinchilla de Monte-Aragón                                                        | CM-3255                |
| 28       | 100  | Vía de Servicio                                                                   |                        |
| 29       | 103  | Hoya-Gonzalo                                                                      | B-13                   |
| 30       | 104M | Venta de Alhama                                                                   |                        |
| 31       | 107A | Villar de Chinchilla                                                              |                        |
| 32       | 110M | Villar de Chinchilla                                                              |                        |
| 33       | 111  | Pétrola                                                                           | CM-3211                |
| 34       | 112  | Higueruela-Corral-Rubio-Estación de Villar de Chinchilla                          | B-10                   |
| 35       | 123A | Bonete                                                                            | CM-3261                |
| 36       | 124A | Vía de servicio                                                                   |                        |
| 37       | 124M | Bonete – Higueruela                                                               | CM-3209                |
| 38       | 136  | Alpera                                                                            | CM-3201                |
| 39       | 140  | vía de servicio-Embalse de Almansa                                                |                        |
| 40       | 146  | Montealegre del Castillo-Hellín – Industriegebiet El Mugrón                       | CM-412                 |
| 41       | 147  | Almansa (ost)-Polígono Industrial El Mugrón                                       |                        |
| 42       | 148  | Ayora-Almansa-Teruel-Hospital General de Almansa                                  | N-330                  |
| 43       | 155  | Valencia Almansa                                                                  | A-35 N-430a            |
| 44       | 157  | Casas del Campillo                                                                |                        |
| 45       |      | Kastilien-La Mancha/Valencianische Gemeinschaft Provinz Albacete/Provinz Alicante |                        |
| 46       | 168  | Estación de La Encina                                                             |                        |
| 47       | 170  | Fuente la Higuera-Valencia-Caudete-Murcia                                         | N-344                  |
| 48       | 172  | Fontanares-Prisión de Villena                                                     | CV-656                 |
| 49       | 179  | Urbanización Los Almendros                                                        |                        |
| 49       | 182A | Villena-Ontinyent-Yecla                                                           | CV-81                  |
| 50       | 183M | Villena-Caudete-Ontinyent Yecla                                                   | CV-81 CV-809           |
| 51       | 185  | Villena-Biar                                                                      | CV-799                 |
| 52       | 187  | Polígono Industrial                                                               |                        |
| 53       | 191  | La Colonia de Santa Eulalia                                                       |                        |
| 54       | 194A | Castalla-Alcoy                                                                    | CV-80 A-7              |
| 55       | 196  | Sax-Castalla-Alcoy                                                                | CV-830 CV-80 A-7       |
| 56       | 197  | Sax                                                                               |                        |
| 57       | 201  | Elda (nord) – Hospital Comarcal                                                   | CV-835                 |
| 58       | 202  | Petrer-Centro Comercial                                                           | CV-837                 |
| 59       | 204A | Petrer-Polígono Industrial                                                        |                        |
| 60       | 205M | Petrer-Polígono Industrial                                                        |                        |
| 61       | 207  | Elda (süd)-Monóvar                                                                | CV-83                  |
| 62       | 208M | Loma Badá                                                                         |                        |
| 63       | 213A | Novelda-Aspe-Crevillent                                                           | N-325                  |
| 64       | 213M | Novelda (nord)                                                                    | N-325                  |
| 65       | 215A | Novelda-Agost-Elche Ronda Oeste-Elche                                             | CV-820 CV-84           |
| 66       | 216M | Novelda-Agost                                                                     | CV-820                 |
| 67       | 216A | Monforte del Cid                                                                  |                        |
| 68       | 218  | Monforte del Cid-Agost-Aspe                                                       | CV-825                 |
| 69       | 221  | Orito                                                                             | CV-831                 |
| 70       | 223A | Elche-Murcia-CV-847-Aspe                                                          | A-7 E-15               |
| 71       | 224A | Benidorm-Valencia-CV-824-La Alcoraya                                              | Autopista AP-7 E-15    |
| 72       | 225M | Benidorm-Valencia-CV-824-La Alcoraya-CV-847-Aspe                                  | Autopista AP-7 E-15    |
| 73       | 227  | Urbanización                                                                      |                        |
| 74       | 231  | El Rebolledo                                                                      |                        |
| 75       | 233  | Polígono Industrial – Bacarot – Torrellano                                        |                        |
| 76       | 234  | Polígono Industrial – Bacarot – Torrellano                                        | N-330a CV-8482         |
| 77       | 235  | Elche – Murcia – Alcoy – Valencia                                                 | E-15 A-70              |
| 78       | 237  | Elche – Alicante-Polígono Industrial de Babel-Centro Comercial Puerta de Alicante | CV-86 A-79             |
| 79       | 239  | Alicante-Gran Vía-N-332-Santa Pola                                                |                        |
| 80       |      | Puerto de Alicante                                                                |                        |

## Größere Städte an der Autobahn
- La Roda
- Albacete
- Alicante